# Barthélémy de Theux de Meylandt
Barthélemy Théodore, greve de Theux de Meylandt, född 26 februari 1794 på slottet Schabroek i Sint-Truiden, död 21 augusti 1874 på slottet Meylandt i Heusden-Zolder, var en belgisk politiker (katolik) och greve.
de Theux de Meylandt innehade hederstiteln Ministre d'État ("statsminister"), var ledamot av nationalkongressen och hade flera olika ministerposter i omgångar. Han var premiärminister (1834–1840, 1846–1847 och slutligen 1871–1874; funktionen delades denna period med Jules Malou som vissa källor räknar som premiärminister för hela perioden  1871–1878), inrikesminister (1831–1832, 1834–1840 och 1846–1847) samt utrikesminister (1836–1840).

## Utmärkelser
- Statsminister i Belgien,  12 november 1831
- Storkorset av Kristusorden
- Storkorsriddare av Sankt Mauritius och Sankt Lazarusorden
- Storkors av Leopoldorden
- Storofficer av Hederslegionen
- Storkors av Gregoriusorden

[Redigera Wikidata]